# Melcher Melchers
Henrik Melcher Melchers, ursprungligen Svensson, född 30 maj 1882 i Stockholm, död 9 april 1961, var en svensk tonsättare. 
Melchers studerade på 1910-talet i Paris och blev där starkt påverkad av fransk musik, något som också avspeglar sig i hans egna kompositioner. Efter hemkomsten blev han så småningom lärare i harmonilära och kontrapunkt vid Kungliga Musikhögskolan i Stockholm. I en tid, då det tyska inflytandet på det svenska musiklivet var kompakt, hade en tonsättare med hans inriktning svårt att göra sig gällande och han fick därför huvudsakligen verka i det tysta. 
På senare år har dock en viss återupprättelse för Melchers musik kunnat märkas. Bland verk av Melchers återfinns bland annat en symfoni och en pianokonsert samt en stråkkvartett i G-dur från 1922.
Melcher Melchers invaldes 1932 som ledamot nr 604 av Kungliga Musikaliska Akademien.